# Độ Mixi
Phùng Thanh Độ (sinh ngày 12 tháng 9 năm 1989) thường được biết đến với nghệ danh Độ Mixi, là một nam streamer, YouTuber người Việt Nam.

## Tiểu sử
Độ Mixi tên thật là Phùng Thanh Độ sinh ngày 12 tháng 9 năm 1989 tại thành phố Cao Bằng, tỉnh Cao Bằng. Là người dân tộc Tày. Anh là con thứ hai trong gia đình có 2 anh em, bố mẹ anh đều làm nhà nước. Từ nhỏ anh đã có đam mê với máy tính. Theo như chia sẻ anh đã tìm tòi và học hỏi photoshop từ năm lớp 8, lớp 9. Anh theo học tại trường Cao đẳng Bách Khoa (sau đó liên thông lên Học viện quản lý giáo dục) ở Hà Nội, nhưng sau đó anh lại làm về mảng du lịch.
Theo như chia sẻ của anh, từ nhỏ đến lớn bố anh và anh thân thiết như đôi bạn thân. Đột ngột, bố anh thông báo có con riêng và muốn bỏ gia đình để sống với người phụ nữ khác. Đây chính là cú sốc lớn nhất trong cuộc đời của anh.

## Sự nghiệp

### 2016–2018: Khởi đầu
Trước khi bước chân vào con đường streamer, Độ Mixi là một nhân viên văn phòng và có tình yêu lớn với game. Sau đó, anh bắt đầu stream CS:GO, tựa game bắn súng nổi tiếng của Valve với mục đích tìm niềm vui và thỏa mãn đam mê.
Video đầu tiên của anh được cho là đăng vào khoảng tháng 10 năm 2016, nhưng đã bị xóa đi vì lý do cá nhân. Số người theo dõi các buổi stream của Độ Mixi lúc đó rất ít, chỉ dưới 100 người. Ngày 16 tháng 8, nhận lời mời từ PewPew anh trở thành bình luận viên cho giải "The Last Pewnoy". Ngay lập tức anh được mọi người chú ý và theo dõi, quan tâm, đồng thời có lực lượng người hâm mộ vô cùng hùng hậu.

### 2018–nay
Một thời gian sau, anh sáng lập ra đội tuyển thể thao điện tử Refund Gaming, với bộ môn thi đấu chính là PUBG. Ban đầu anh không có quá nhiều kỳ vọng về đội tuyển vì mục đích thành lập đội chỉ là "vui là chính". Tuy nhiên vượt ngoài sự mong đợi, đội tuyển liên tục gặt hái được nhiều thành tích và liên tục gặt hái thành công tại các giải PUBG toàn quốc cũng như quốc tế, trở cái tên lớn, có tiếng tăm trong giới Gaming Việt Nam. Đây là một bước ngoặt lớn và cũng là một thành công đáng kể của Độ Mixi.
Chiến tích đáng nhớ nhất của anh cùng với đội tuyển của mình là sự kiện Refund Gaming đoạt được vé tham dự giải đấu PUBG Global Invitational 2018 - giải đấu PUBG lớn nhất thế giới tại Berlin, Đức. Tại giải đấu này, đội tuyển Refund Gaming đã có một chiến tích để đời khi có một lần đứng top 1 ở chế độ bắn Góc nhìn thứ nhất.
Độ Mixi và Refund Gaming hiện tại không tiếp tục thi đấu chuyên nghiệp mà chỉ tập trung vào làm streamer, YouTuber và kinh doanh. Có đông đảo khán giả yêu thích cách stream của anh vì trong mỗi cuộc trò chuyện, anh không mang đến cảm giác nhàm chán mà luôn sôi nổi, hài hước với những chủ đề trò chuyện phong phú. Anh có tính cách chân thật, thẳng thắn với nhiều câu nói mang tính thương hiệu, mang lại tiếng cười trong những buổi stream.
Năm 2018, có thể xem là thời kỳ đỉnh cao trong sự nghiệp của anh. Vào tháng 1 năm 2018, anh nhận được số tiền ủng hộ từ một người hâm mộ mang tên Bunngan.com với tổng số tiền lên tới 80 triệu đồng. Điều này khiến cho anh chàng vô cùng xúc động, thậm chí còn không dám tin vào mắt mình. 9 tháng sau đó, anh chàng lại tiếp tục bàng hoàng với màn donate vô tiền khoáng hậu từ phía người hâm mộ mang tên Khang Nade. Tổng số tiền anh nhận trong buổi stream tối hôm đó lên tới 63 triệu đồng. Một năm sau đó, trong tháng 9, Độ Mixi lại tiếp tục được nhận số tiền donate lớn từ phía người hâm mộ có tên NetCoDongAnh với số tiền xấp xỉ 40 triệu đồng.
Năm 2020 là một năm thành công rực rỡ đối với anh. Đại dịch COVID-19 khiến mọi người phải tự cách ly và bắt buộc phải ở nhà khiến cho nhu cầu giải trí của mọi người ngày càng tăng. Chính vì vậy, 2020 là thời điểm vàng của ngành streaming. Điển hình, những buổi stream của anh đã thu hút con số lên tới hơn 100.000 người xem trực tiếp. Ngày 19 tháng 8, Độ Mixi đã lập kỉ lục với lượt người xem trực tuyến chạm đỉnh với con số hơn 242.000 người xem khi stream vlog giới thiệu nhà. Lượng người xem tương đương 6 lần sức chứa sân vận động Mỹ Đình.
Sau nhiều lần nhá hàng sản phẩm âm nhạc hợp tác cùng HuyR, ngày 12 tháng 9, anh đã cho ra mắt MV chính thức với tựa đề "Stream đến bao giờ". MV được công chiếu trên nền tảng YouTube và thu hút hơn 281 nghìn người xem trực tuyến. Sau 3 ngày phát hành, MV "Stream đến bao giờ" của Độ Mixi vươn lên độc chiếm Top 1 Trending YouTube Việt Nam. Cuối năm, anh tiếp tục nhận về tin vui với 2 giải thưởng từ YouTube. Theo đó, Độ Mixi lọt top 10 nhà sáng tạo nổi bật nhất năm 2020 và MV "Stream Đến Bao Giờ" cũng trở thành top 10 MV ca nhạc nổi bật của năm.
Vào ngày 22 tháng 1 năm 2021, Độ Mixi tham dự NimoTV Gala do NimoTV tổ chức tại thành phố Hồ Chí Minh. Tại buổi lễ, anh đã xuất sắc chiến thắng giải đặc biệt tại hạng mục "Streamer xuất sắc nhất". Đồng thời, tập thể Refund Gaming do anh sáng lập cũng vinh dự trở thành tập thể xuất sắc nhất.
Năm 2022, anh tham gia chương trình truyền hình thực tế Sao nhập ngũ cùng với Minh Tú, Anh Tú, Hoà Minzy, Cara Phương, S.T Sơn Thạch, Puka, Duy Khánh tại Sư đoàn 325, Quân đoàn 2, Quân đội nhân dân Việt Nam. Sang năm 2023, Độ Mixi xuất sắc chiến thắng giải đặc biệt tại hạng mục "Streamer của năm", còn tập thể Refund Gaming do anh sáng lập cũng vinh dự trở thành tập thể xuất sắc nhất.
Vào năm 2024, giải bóng đá Mixi Cup, do Độ Mixi tổ chức, đã thu hút sự quan tâm lớn với sự góp mặt của nhiều gương mặt nổi tiếng trong cộng đồng sáng tạo nội dung tại Việt Nam như streamer Độ Mixi, Cris Phan, Thầy Giáo Ba, Bomman, cùng các nghệ sĩ nổi tiếng như Ngô Kiến Huy và diễn viên Tuấn Trần. Giải đấu quy tụ bốn đội tuyển: Refund Gaming, SBTC, 500BROS, và AllStar F.C., được tổ chức tại sân vận động Bà Rịa (Bà Rịa - Vũng Tàu) trong hai ngày 23 và 24 tháng 11 năm 2024. Một điểm nhấn của giải đấu là pha lập công đẹp mắt của Độ Mixi trong trận mở màn giữa Refund Gaming và SBTC. Giải đấu đạt lượng người xem trực tiếp gấp 8 lần sức chứa của sân vận động Mỹ Đình, minh chứng cho sức hút của sự kiện trong cộng đồng người hâm mộ bóng đá và giới sáng tạo nội dung tại Việt Nam. Độ Mixi nhận giải Most Popular Game Streamer tại lễ trao giải Nimo Global Gala 2024.

## Đời tư
Độ Mixi kết hôn vào năm 2015 với Nguyễn Quỳnh Trang (Trang Mixi). Sau mối tình kéo dài 3 tháng, hai người quyết định tiến tới hôn nhân. Hai vợ chồng có với nhau hai người con trai là Phùng Thanh Tùng và Phùng Tùng Anh. Năm 2020, anh đã mua trả góp một căn nhà 7 tầng ở Yên Lãng, Hà Nội, sau 4 năm bước chân vào ngành streamer..Ngày 11 tháng 10 năm 2024, anh thông báo trên trang Facebook cá nhân về sự chào đời của con gái đầu lòng Phùng Trang Anh.

## Hoạt động khác

### Từ thiện
Trong đợt lũ lụt miền Trung Việt Nam năm 2020, Độ Mixi đã tổ chức kêu gọi ủng hộ trong buổi stream tối 16 tháng 10 với số tiền lên đến 1,2 tỷ đồng, trong đó gia đình anh đóng góp 460 triệu đồng.
Tháng 1 năm 2021, Độ Mixi hoàn thành dự án xây cầu từ thiện ở quê hương Cao Bằng cùng với sự quyên góp và ủng hộ của người hâm mộ là thành viên của nhóm Bộ tộc MixiGaming. Vào tháng 12 cùng năm, anh tiếp tục gây quỹ nhằm xây trường cho các em nhỏ vùng cao, với số tiền gây quỹ lên tới gần 1,3 tỷ đồng, cùng với cá nhân anh và gia đình cũng bỏ ra khoảng tiền 200 triệu đồng, anh đã hợp tác với Đoàn Thanh niên trường Đại học Kinh tế Quốc dân chọn xã Nậm Ban, huyện Nậm Nhùn, tỉnh Lai Châu là địa điểm xây dựng trường học cho các em nhỏ. 250 triệu đồng nữa được anh cùng Đoàn Thanh niên trường Đại học Kinh tế Quốc dân dùng để xây trường mầm non và nhà tình thương cho người Khơ Mú có hoàn cảnh khó khăn tại xã Chiêu Lưu, huyện Kỳ Sơn, tỉnh Nghệ An và đã hoàn thành vào tháng 7 năm 2022, đồng thời, trao tặng công trình Nhà tình nghĩa cho Bà Mương (cụ bà 90 tuổi). Đến tháng 11 cùng năm, nam streamer đã kết hợp Đoàn TNCSHCM trường Đại học Kinh tế Quốc dân tham dự Lễ khánh thành và bàn giao điểm trường Tiểu học Bản Mờn tại xã Chiềng Lương, huyện Mai Sơn, tỉnh Sơn La.

## Danh sách nhạc, và tham gia diễn xuất
| Năm  | Tiêu đề bài hát          | Tác giả, những người thể hiện   |
| ---- | ------------------------ | ------------------------------- |
| 2019 | Độ Tộc 1                 | Phúc Du, SONBEAT                |
| 2020 | Stream đến bao giờ       | HuyR, Độ Mixi                   |
| 2020 | Say em                   | QNT, Masew ft Refund Band       |
| 2020 | Cô đơn không muốn về nhà | Mr. Siro                        |
| 2021 | Độ Tộc 2                 | Masew, Phúc Du, Pháo, Độ Mixi   |
| 2021 | Độ Tộc 2 (Hoaprox Remix) | Phúc Du, Pháo, Độ Mixi, Hoaprox |
| 2023 | Nóng! Hông làm quá       | Phúc Du, Gill, Pháo, Độ Mixi    |
| 2023 | Noel (Không) Cô Đơn      | Ngô Lan Hương, Freaky, Độ Mixi  |

## Danh sách tham gia chương trình truyền hình
| Năm  | Chương trình   | Vai trò   | Kênh | Ghi chú |
| ---- | -------------- | --------- | ---- | ------- |
| 2020 | Xạ thủ đua tài | Khách mời | QPVN | [ 34 ]  |
| 2022 | Sao nhập ngũ   | Khách mời | QPVN | [ 16 ]  |

## Giải thưởng và vinh danh
| Năm  | Giải thưởng        | Hạng mục                          | Đề cử       | Kết quả   | Chú thích |
| ---- | ------------------ | --------------------------------- | ----------- | --------- | --------- |
| 2020 | NimoTV Gala        | Streamer of The Year              | Độ Mixi     | Đoạt giải | [ 35 ]    |
| 2021 | NimoTV Gala        | Streamer of The Year              | Mixi Gaming | Đoạt giải | [ 15 ]    |
| 2021 | NimoTV Gala        | Most Popular Streamer of the year | Mixi Gaming | Đoạt giải | [ 15 ]    |
| 2023 | NimoTV Global Gala | Streamer of The Year              | Độ Mixi     | Đoạt giải | [ 17 ]    |
| 2024 | NimoTV Global Gala | Most Popular Game Streamer        | Mixi Gaming | Đoạt giải | [ 19 ]    |

### Vinh danh
- Top 10 nhà sáng tạo nổi bật YouTube năm 2020.[36]

## Tranh cãi và sự cố

### Liên quan đến việc văng tục
Vào ngày 17 tháng 9 năm 2020, Đài Truyền hình Việt Nam (VTV) đã phát sóng phóng sự "Streamer - Tự do và trách nhiệm" nói về hành vi của các streamer văng tục trên mạng, gây ảnh hưởng tiêu cực đến những đối tượng nhỏ tuổi. Độ Mixi là một trong số những streamer đã bị chỉ trích trên sóng truyền hình vì sử dụng những từ ngữ không phù hợp với chuẩn mực đạo đức và thuần phong mỹ tục của người Việt Nam. Ngay lập tức, cộng đồng mạng và người hâm mộ của Độ Mixi đưa ra hàng loạt ý kiến khác nhau. Cuối cùng vào buổi stream tối 18 tháng 9, anh đã dành hơn 1 tiếng để tâm sự với người xem về hướng phát triển của bản thân trong tương lai. Theo chia sẻ của anh, anh hoàn toàn nhận sai vì không ý thức được sức ảnh hưởng của mình đến giới trẻ. Anh cũng đồng ý với quan điểm đã đến lúc ngành streaming phải thay đổi.
"Mặc dù có nhiều thứ tôi không đồng ý với clip của VTV, tuy nhiên trong đó vẫn có nhiều ý đúng. Thật sự tôi chưa ý thức được tôi đang ảnh hưởng nhiều thế nào đến giới trẻ hiện nay."— Độ Mixi

Sau vụ việc, anh cũng đã cảm ơn nhà đài vì đã cho anh "có một lý do để thay đổi bản thân". Trong bản tin của VTV24 (nay là Trung tâm Phát triển Nội dung số - VTV Digital) công chiếu ngày 19 tháng 9, biên tập viên Việt Hoàng đã lên tiếng cảm ơn Độ Mixi vì anh đã biết nhận sai và thay đổi bản thân theo một hướng tích cực hơn.

### Sự cố bị đánh cắp tài khoản
Từ ngày 5 tháng 3 năm 2024 bằng phương pháp social engineering, hacker đã làm Độ Mixi tin tưởng và cài đặt một trò chơi vào máy tính mà không biết đó là malware, hành động này đã làm lộ lọt các dữ liệu cá nhân trên máy tính của anh, trong đó bao gồm mật khẩu của các tài khoản như Gmail. Ngày 2 tháng 4 năm 2024, kênh YouTube của Độ Mixi bị ẩn các video cũ, thay đổi tên, hình ảnh và livestream nội dung quảng cáo tiền ảo. Anh đã được lấy lại được quyền kiểm soát kênh sau chưa đầy một ngày. Nhưng đồng thời tài khoản Steam của Độ Mixi cũng bị đổi thông tin khiến anh không thể đăng nhập vào tài khoản cho tới cuối ngày 5 tháng 4, 2024, Độ Mixi lấy lại được tài khoản Steam. Đến khoảng 1h sáng ngày 9/4, người dùng bất chợt nhận ra kênh của anh bị đổi tên thành "SpaceX". Anh nhanh chóng lấy lại được kênh sau vài giờ.